# Sematophyllum subcylindricum
Sematophyllum subcylindricum là một loài Rêu trong họ Sematophyllaceae. Loài này được (Broth. ex M. Fleisch.) Sainsbury miêu tả khoa học đầu tiên năm 1952.